# Андрес Мар Йоханессон
Андрес Мар Йоханессон (ісл. Andrés Már Jóhannesson, нар. 21 грудня 1988, Рейк'явік) — ісландський футболіст, захисник клубу «Фількір». Виступав також за норвезький клуб «Гаугесун», а також молодіжну збірну Ісландії.

## Клубна кар'єра
Андрес Мар Йоханессон народився в Рейк'явіку. У дорослому футболі дебютував 2008 року виступами за команду «Фількір», в якій грав до 2011 року. У 2011 році перейшов до складу норвезького клубу «Гаугесун», утім до основного складу не пробився, й уже в 2913 році відправлений в оренду назад до «Фількіра». У 2014 році повернувся до складу «Фількіра», де продовжує виступи аж до 2023 року. Станом на 14 січня 2023 року відіграв за рейк'явіцьку команду 116 матчів в національному чемпіонаті.

## Виступи за збірні
2006 року дебютував у складі юнацької збірної Ісландії (U-19), загалом на юнацькому рівні взяв участь у 3 іграх. Протягом 2007—2011 років залучався до складу молодіжної збірної Ісландії. У складі молодіжної команди брав участь у молодіжному чемпіонаті Європи з футболу 2011 року, після чого до збірних не залучався. За молодіжну збірну зіграв в 11 матчах, у яких забитими м'ячами відзначитися не вдалося.